# Science Museum de Londres
El Museu de la Ciència de Londres, Science Museum és un museu científic gratuït situat al barri de Kensington de Londres i exposa una col·lecció de més de 300.000 objectes, instruments o màquines testimonis de la ciència del seu temps. El 2007, va rebre més de 2.700.000 visitants.
Entre altres coses es pot veure una sèrie de màquines de vapor, sempre en estat de funcionar, avions de la Segona Guerra Mundial, el mòdul de comandament de la missió espacial Apollo 10 com també una col·lecció d'instruments mèdics que permeten seguir l'evolució de les tècniques de cirurgia a través del temps.
Nombroses exposicions temporals ajuden a comprendre els darrers descobriments científics.

## Origen i història
Aquest muesu es va fundar l'any 1852, per Bennet Woodcroft a partir de la col·lecció de la Royal Society of Arts i de fons de l'Exposició universal de 1851 al lloc del South Kensington Museum, actualment Victoria and Albert Museum. Comprenia una col·lecció de màquines que l'any 1858 van esdevenir el Museum of Patents, després el Patent Office Museum el 1863. L'any 1883, el contingut del Museu de les Patents es va transferir al Museu de South Kensington. El 1885, les col·leccions de ciències van ser rebatejades com Museu de les ciències. Les col·leccions d'art van estar rebatejades com el Museu d'Art, que ha esdevingut el Victoria and Albert Museum.
El 26 de juny de 1909 el Science Museum va esdevenir una entitat independent. Les sales del museu, concebudes per Sir Richard Allison, es van obrir al públic durant el període 1919-28.

## Col·leccions

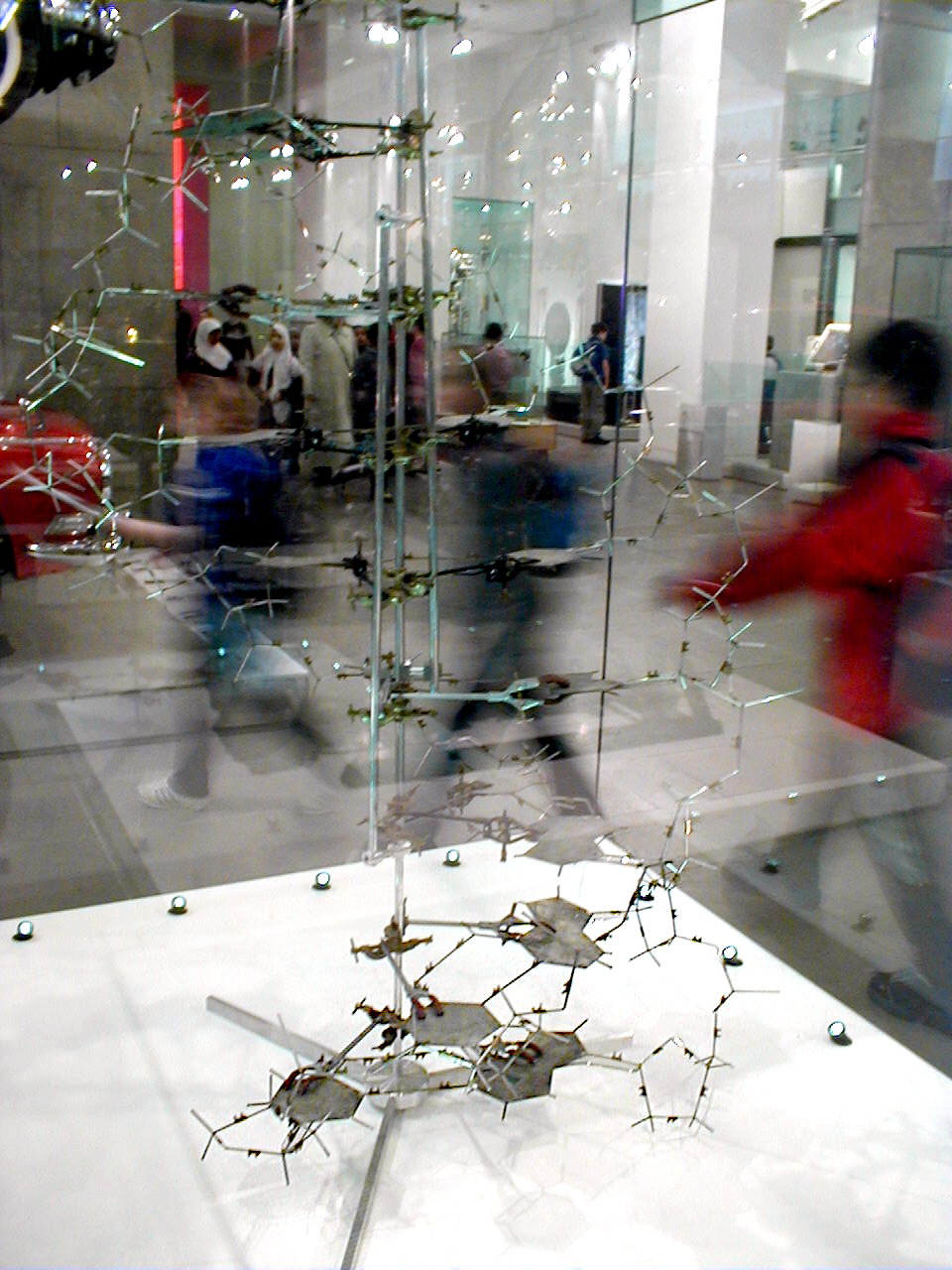
Macromodel de l'ADN realitzat per Crick i Watson el 1953.

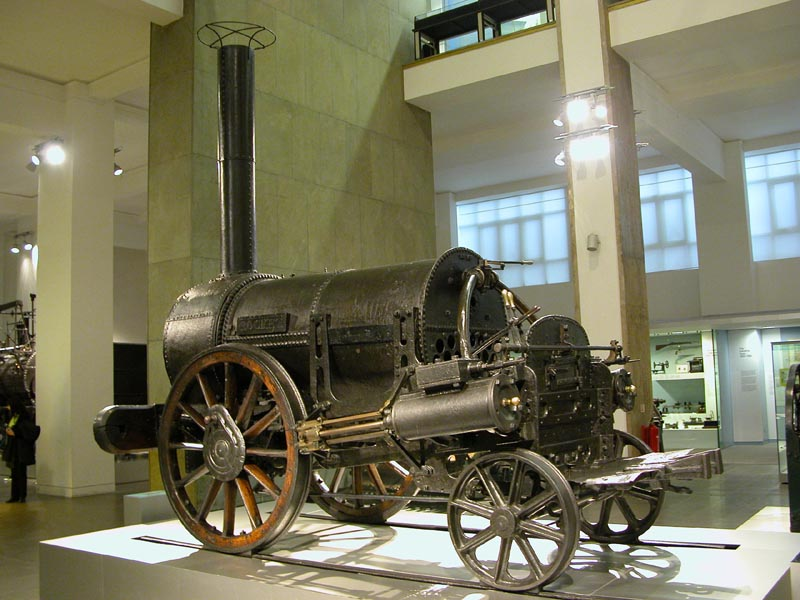
Locomotora d'Stephenson.

En el museu hi ha més de 300.000 objectes inclosa la locomotora de Stephenson,Puffing Billy (la locomotora de vapor més antiga conservada); el primer motor de reacció; una maqueta del model de l'ADN de Francis Crick i James Watson; un motor de vapor de Charles Babbage i el prototip britànic del primer ordinador electrònic, l'ACE (1950); el primer prototip del rellotge Clock of the Long Now, i la documentació de la primera màquina d'escriure. També té exposicions interactives i un cinema IMAX 3D.
Disposa de la col·lecció d'objectes mèdics de Henry Wellcome. Aquest museu és membre de London Museums of Health & Medicine.
També disposa d'una biblioteca que des de la dècada de 1960 és la Britain's National Medicine and Technology Library.